# 2013年夏季世界大學運動會桌球比賽
2013年夏季世界大學運動會桌球比賽於7月7日至15日在俄羅斯喀山the Sport Palace舉行。

## 獎牌榜
| 排名 | 国家／地区 | 金牌 | 银牌 | 铜牌 | 總數 |
| ---- | ---------- | ---- | ---- | ---- | ---- |
| 1    | 中国       | 3    | 3    | 3    | 9    |
| 2    | 日本       | 2    | 2    | 3    | 7    |
| 3    | 中華台北   | 2    | 1    | 2    | 5    |
| 4    | 俄罗斯     | 0    | 1    | 5    | 6    |
| 5    | 法国       | 0    | 0    | 1    | 1    |
| 總計 | 總計       | 7    | 7    | 14   | 28   |

## 獲勝者
| 項目     | 金牌                                                        | 银牌                                                      | 铜牌 |
| 男子單打 | 劉燚（中国）                                                | 尚坤（中国）                                              | 陳建安 (中華台北)                                                                                        |
| 男子單打 | 劉燚（中国）                                                | 尚坤（中国）                                              | 丹羽孝希（日本）                                                                                         |
| 女子單打 | 車曉曦（中国）                                              | 鄭詩暢（中国）                                            | 馬越斐（中国）                                                                                           |
| 女子單打 | 車曉曦（中国）                                              | 鄭詩暢（中国）                                            | 石垣優香（日本）                                                                                         |
| 男子雙打 | 中華台北 江宏傑 黃聖盛                                      | 俄罗斯 · Viacheslav Burov · Mikhail Paykov                | 法国 · Thomas Le Breton · Romain Lorentz                                                                 |
| 男子雙打 | 中華台北 江宏傑 黃聖盛                                      | 俄罗斯 · Viacheslav Burov · Mikhail Paykov                | 俄罗斯 · Alexander Shibaev · Kirill Skachkov                                                             |
| 女子雙打 | 中華台北 李依真 林佳慧                                      | 中国 · 車曉曦 · 江越                                      | 日本 · 石垣優香 · 根本理世                                                                               |
| 女子雙打 | 中華台北 李依真 林佳慧                                      | 中国 · 車曉曦 · 江越                                      | 俄罗斯 · Yana Noskova · Elena Troshneva                                                                  |
| 混合雙打 | 日本 · 笠原弘光 · 鈴木李茄                                  | 日本 · 丹羽孝希 · 丹羽美里                                | 俄罗斯 · Antonina Savelyeva · Alexander Shibaev                                                          |
| 混合雙打 | 日本 · 笠原弘光 · 鈴木李茄                                  | 日本 · 丹羽孝希 · 丹羽美里                                | 中国 · 馬越斐 · 夏易正                                                                                   |
| 男子團體 | 中国 · 方博 · Hu Bing Tao · 劉燚 · 尚坤 · 夏易正            | 日本 · 平野友樹 · 笠原弘光 · 丹羽孝希 · 上田仁 · 吉村真晴 | 俄罗斯 · Viacheslav Burov · Viacheslav Krivosheev · Mikhail Paykov · Alexander Shibaev · Kirill Skachkov |
| 男子團體 | 中国 · 方博 · Hu Bing Tao · 劉燚 · 尚坤 · 夏易正            | 日本 · 平野友樹 · 笠原弘光 · 丹羽孝希 · 上田仁 · 吉村真晴 | 中華台北 陳建安 江宏傑 黃聖盛 洪子翔 吳志祺                                                              |
| 女子團體 | 日本 · 平野容子 · 石垣優香 · 根本理世 · 丹羽美里 · 鈴木李茄 | 中華台北 陳思羽 鄭怡靜 熊乃儀 李依真 林佳慧               | 中国 · 車曉曦 · 江越 · 馬越斐 · 熊欣芸 · 鄭詩暢                                                          |
| 女子團體 | 日本 · 平野容子 · 石垣優香 · 根本理世 · 丹羽美里 · 鈴木李茄 | 中華台北 陳思羽 鄭怡靜 熊乃儀 李依真 林佳慧               | 俄罗斯 · Polina Mikhailova · Yana Noskova · Valentina Sabitova · Antonina Savelyeva · Elena Troshneva    |

## 外部連結
- 2013年夏季世界大學運動會 – 桌球